# يوف

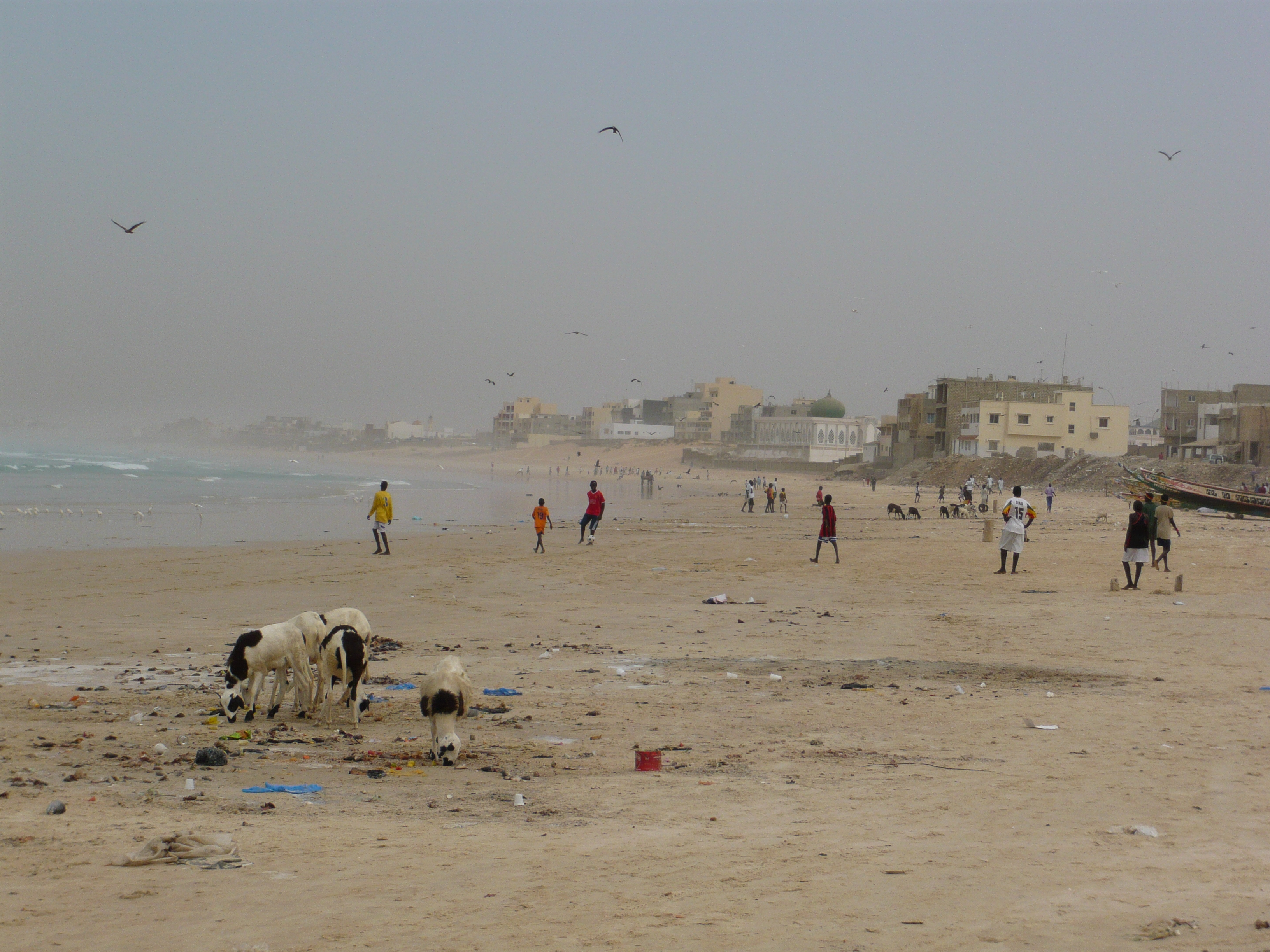

بلدية تتبع محافظة داكار في السنغال،تقع إلى الشمال من مطار داكار،على امتداد خليج يوف،حسب إحصاء عام 2004 يبلغ سكان بلدية يوف حوالي56 ألف نسمة.أكثر سكان هذه البلدية من قبيلة الليبو.